# Montagne (Révolution française)
Pour les articles homonymes, voir Montagne (homonymie).
La Montagne (ses membres étant appelés « les montagnards ») est un groupe politique de la Révolution française, à la Convention nationale, composé des révolutionnaires les plus radicaux et opposés aux girondins.

## Origines
Pendant la Révolution française, les députés de l'Assemblée législative de 1791 les plus à gauche prirent le nom de montagnards (formant le groupe de la Montagne), alors que les députés des bancs les plus modérés prenaient le nom de Plaine ou de Marais. Si l'appellation « girondins » pour qualifier le groupe des fidèles de Brissot renvoie à leur origine géographique bordelaise, celle de « montagnards » continue de susciter des interrogations parmi les historiens. Plusieurs explications sont avancées.
L'une des plus courantes veut que ces députés siègent à gauche sur les bancs les plus élevés de cette assemblée, d’où les références à la « Montagne », et, par opposition, à la « Plaine ». Selon L. Maitrier, cette opposition correspond plus généralement à la topographie politique parisienne, puisque la gauche de l'Assemblée nationale était issue des milieux cléricaux des quartiers de la montagne Sainte-Geneviève, et se réunissait au couvent des Cordeliers, tandis que la droite était issue des milieux financiers établis dans les quartiers de la plaine de la Rive droite (entre la place Vendôme et le Palais-Royal), et se réunissait au couvent des Feuillants.
Cette opposition se trouvait également déjà dans un texte classique, connu des révolutionnaires : la « Vie de Solon », issue des Vies parallèles, où Plutarque décrit en ces termes les divisions politiques à Athènes : « Les habitants de la montagne soutenaient avec force la démocratie, ceux de la plaine l’oligarchie ; les habitants de la côte formaient un troisième parti, favorable à une forme de gouvernement intermédiaire… ».
De plus, on ne peut exclure, de la part d'un courant politique imprégné de sa philosophie, un hommage aux Lettres écrites de la montagne de Jean-Jacques Rousseau.
Enfin, M. Belissa et Y. Bosc avancent quant à eux que les montagnards ne se nomment pas ainsi parce qu'ils se situent au sommet des bancs de l'Assemblée, mais parce que la montagne est un symbole de liberté, entendue, comme le veut la tradition des Lumières depuis Montesquieu, comme obéissance à la loi qu'on s'est donné à soi-même. Ainsi, le nom de montagne fait à la fois écho, selon ces historiens, à l'histoire biblique des tables de la loi reçues par Moïse sur le mont Sinaï (la déclaration des Droits de l'homme serait la nouvelle loi, le « Sinaï des droits de l'homme »), et à l'idée de liberté (via la métaphore de la montagne) comme l'enjeu politique le plus difficile, auquel il est néanmoins nécessaire de faire face, ce que revendiquent les montagnards.

## Assemblée législative (1791-1792)
Au Club des jacobins et dans la presse, s'ouvre, vers décembre 1791, un grand débat sur l'opportunité de déclencher une guerre contre l'Europe. Aux Girondins (Brissot, Vergniaud, Guadet, etc.) partisans de la guerre à outrance, s'opposent Maximilien Robespierre, Georges Danton, Jean-Paul Marat, Nicolas Billaud-Varenne, Camille Desmoulins, etc. Contrairement aux premiers, ces derniers soutiennent que les ennemis de l'intérieur sont plus dangereux que les ennemis de l'extérieur. On peut aussi à ce titre citer le plan d'abolition totale des droits féodaux présenté par Georges Couthon, qui prolonge le plan présenté par Robespierre le 10 février au club des jacobins, comme une alternative à l'épopée guerrière. Devenus ou redevenus députés à la Convention nationale, ils siègent alors à la Montagne. S'étaient également engagés dans ce combat anti-belliciste leurs soutiens, Jacques Hébert, Amédée Doppet, Antoine Santerre, Marc-Antoine Jullien (ou Jullien de Paris), Joseph Dusaulchoy, Sylvain Maréchal, Anaxagoras Chaumette, auxquels on peut ajouter le jeune jacobin, F. Machenaud, mort prématurément en mars 1792.

## Convention nationale (1793-1794)

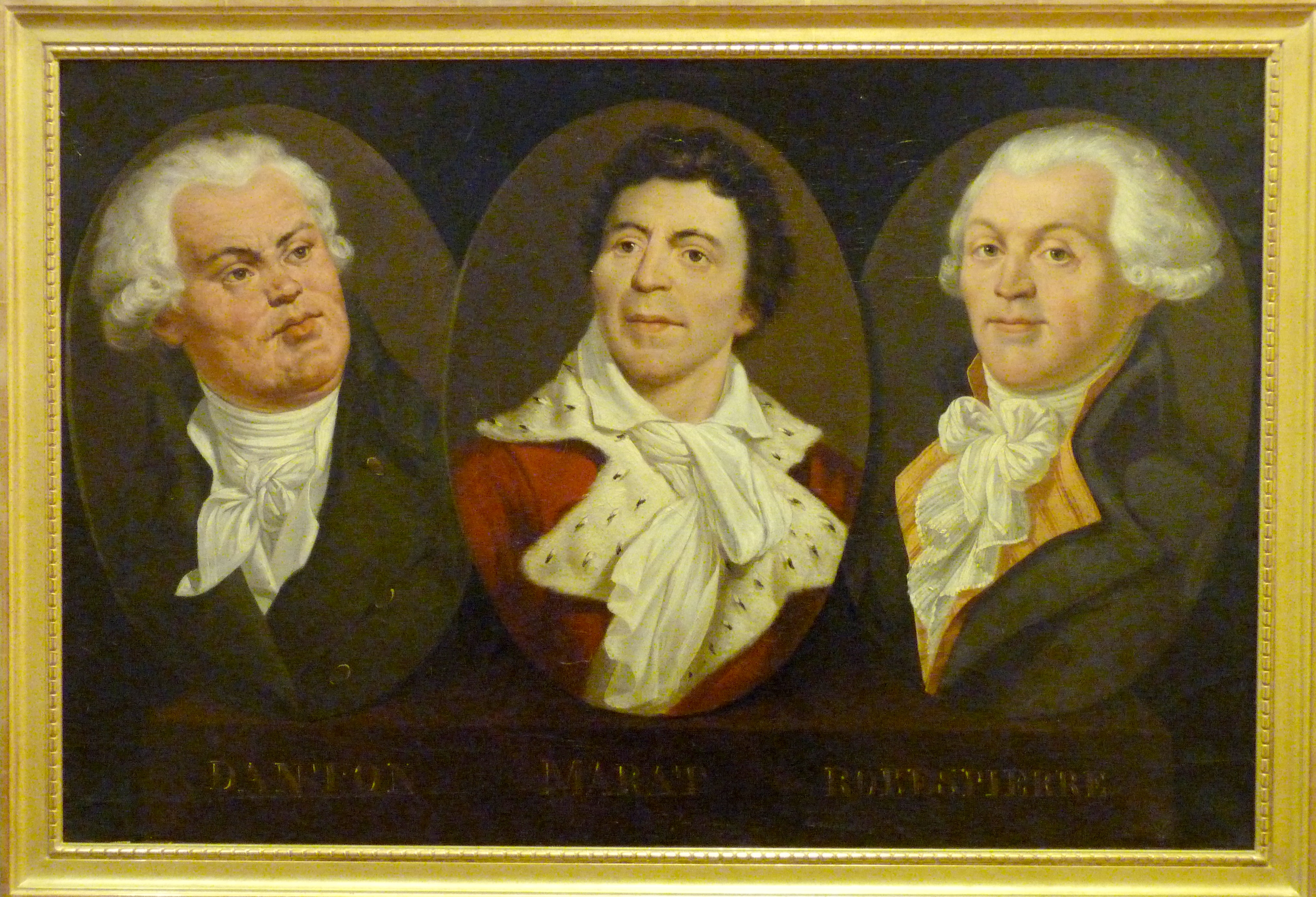
Danton, Marat, Robespierre.

Favorables à la République, dominés par Georges Danton, Jean-Paul Marat et Maximilien de Robespierre, les Montagnards connurent leur apogée au printemps de 1793, avec 300 députés à la Convention nationale, pour la plupart élus de la Seine et des grandes villes. Hostiles à la monarchie, les Montagnards, proches de la petite bourgeoisie, firent condamner à mort Louis XVI, firent en décembre 1792 et janvier 1793 rejeter toutes les manœuvres dilatoires de la Gironde ou de la Plaine visant à sauver le roi, telles que l'appel au peuple et le sursis.
Dans la prise en compte statistique du groupe montagnard à la Convention, deux historiennes, Alison Patrick et Françoise Brunel, ajoutent deux autres scrutins de l'année 1793 : les votes contre la mise en accusation de Marat en avril 1793 et fin mai contre le rétablissement de la Commission des Douze. De mars à mai 1793 ; voire aussi les combats de l'an III par les "Derniers Montagnards". Après leur élection à la Convention en 1792 les montagnards s’appuyèrent sur les sans-culottes et combattirent à nouveau âprement cette fois-ci sur les questions économiques, sociales et militaires les Girondins, devenus alors les seuls représentants de la bourgeoisie aisée. Ils finirent par les évincer du pouvoir le 2 juin 1793.

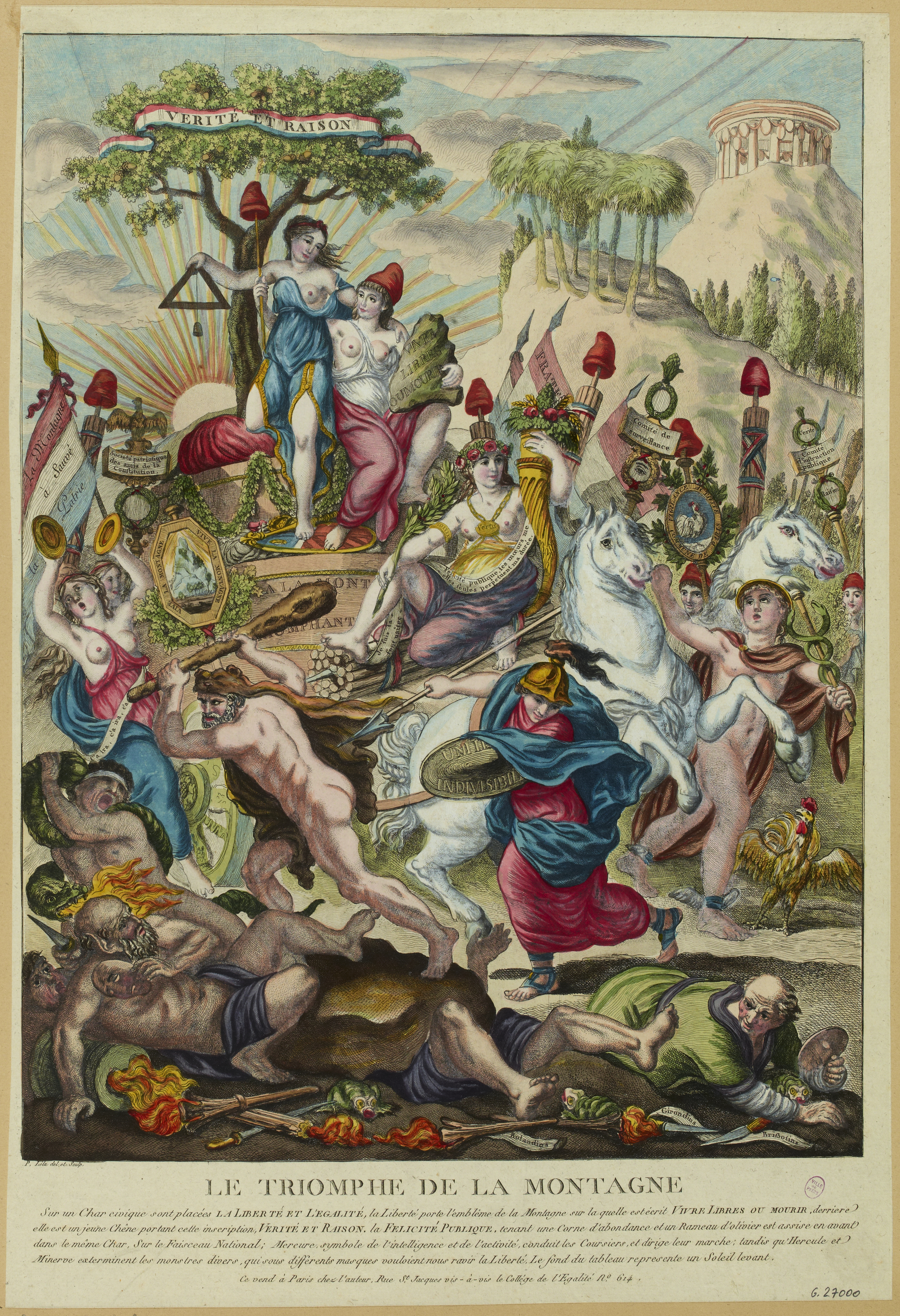
Le Triomphe de la Montagne, estampe révolutionnaire, 1793.

Dominant la Convention et le Comité de salut public, ils imposèrent une politique de Terreur. Les montagnards se scindèrent alors en plusieurs courants distincts, ceux qui étaient partisans d'une alliance avec le peuple et de mesures sociales menées par Maximilien de Robespierre et les tenants d'une Terreur ponctuelle menée par Georges Jacques Danton. Par ailleurs, plusieurs députés montagnards étaient proches des enragés de Jacques Roux ou des hébertistes menés par Jacques-René Hébert. En février 1794, ils se réconcilient au nom du genre humain, par le vote de l'abolition de l'esclavage colonial et l'introduction consécutive sur les bancs de la Montagne de trois nouveaux députés de Saint-Domingue : le Blanc Louis-Pierre Dufay, le Métis Jean-Baptiste Mills et le Noir Jean-Baptiste Belley.
Les Enragés, qualifiés de subversifs[Par qui ?], furent mis à mort par les Montagnards et les hébertistes. Les hébertistes appelant à une nouvelle insurrection et les tentatives d'apaisement ayant échoué, le gouvernement révolutionnaire fit arrêter, dans la nuit du 13 au 14 mars 1794 (23-24 ventôse an II), Hébert et les principales figures du Club des cordeliers. Tous furent condamnés à mort et exécutés dix jours plus tard, le 24 mars 1794. Par la suite, ce fut au tour des indulgents, qui menaient campagne pour renverser le gouvernement, mettre fin à la Terreur et négocier une paix rapide avec les monarchies coalisées, d'être éliminés. Arrêtés, ils sont condamnés à mort le 4 germinal an II (24 mars 1794) et guillotinés, dont Georges Danton et Camille Desmoulins.
Après la chute de Maximilien de Robespierre et de ses partisans le 9 thermidor an II (27 juillet 1794), les Montagnards (que l'on a pris l'habitude de qualifier de montagnards de l'an III, pour les distinguer des montagnards « dantonistes », qui s'étaient alliés aux modérés du Marais), de moins en moins nombreux et réunis dans le groupe des Crêtois, tentèrent de s’opposer à la Convention thermidorienne, mais en vain. Ils furent en grande partie éliminés après les insurrections de germinal et de prairial.

## Positionnement politique

Représentation de la Montagne sous forme d'emblème.

À gauche de la Convention nationale, la Montagne se distingue d'abord lors du procès du roi par son opposition à l'appel au peuple, défendu par quelques Girondins.
Dans le domaine politique, les Montagnards défendent la centralité législative comme principe de gouvernement, ils considèrent la Convention nationale comme l'incarnation de la souveraineté. En matière économique, les Montagnards estimaient qu'il était nécessaire d'intervenir sur l'économie en raison de la situation de guerre, ce qui crée une opposition avec les Girondins, plus légalistes et ainsi défenseurs de la libre circulation des marchandises. À l'inverse, Robespierre fait précéder le « droit à l'existence » sur la liberté économique absolue. Toutefois, les Montagnards n'étaient pas illibéraux ou « socialistes », ils défendaient la propriété privée et une conception de la liberté fondée sur les droits naturels dans l'optique d'un « projet de justice distributive qui favorise l'équité plutôt que la stricte égalité ».
Les Montagnards ont mis en place des lois visant à répondre aux revendications sociales comme la loi du Maximum ou la loi de ventôse.
Les historiens emploient le terme de « libéralisme égalitaire » pour désigner la pensée de Robespierre et la distinguer de l'acceptation générale actuelle du libéralisme reposant essentiellement sur la propriété privée et la liberté économique.

## XIXesiècle
Au cours du dix-neuvième siècle, la référence aux montagnards servira aux partisans de la République pour revendiquer leur filiation avec les rédacteurs de la Déclaration des droits de l'homme et du citoyen et rassembler autour de ces principes. Ainsi n'hésite-t-on pas, dans l'ambiance révolutionnaire de 1830, à glorifier la figure du montagnard en le désignant comme : « l'opposé, l'antagoniste, l'ennemi juré du girondin, car quiconque aime la vertu doit abhorrer le crime. Le montagnard est l'homme simple, naturel, qui cultive ses sentiments et sa raison, qui s'occupe sans cesse du bonheur d'autrui, qui fait la guerre aux oppresseurs de tout genre, qui ne transige jamais avec sa conscience, qui soulage les malheureux, qui ne reconnaît dans l'amour de la patrie que l'amour de l'humanité et qui la sert de tout son pouvoir ; enfin c'est celui qui fait aux autres tout ce qu'il voudrait qu'on lui fît. Voilà le Montagnard, le Républicain, le Démocrate ».

## Deuxième République
Sous la Deuxième République, les députés républicains héritiers de la révolution française par conséquent placés à gauche de l'hémicycle (Armand Barbès, Alexandre-Auguste Ledru-Rollin) reprirent le nom de Montagne pour désigner leur groupe politique, tandis que les royalistes légitimistes les plus ultras, partisans de « l'appel au peuple » et convaincus que le suffrage universel aboutirait à rétablir la monarchie, adoptaient le nom de « Montagne blanche ».

## Galerie

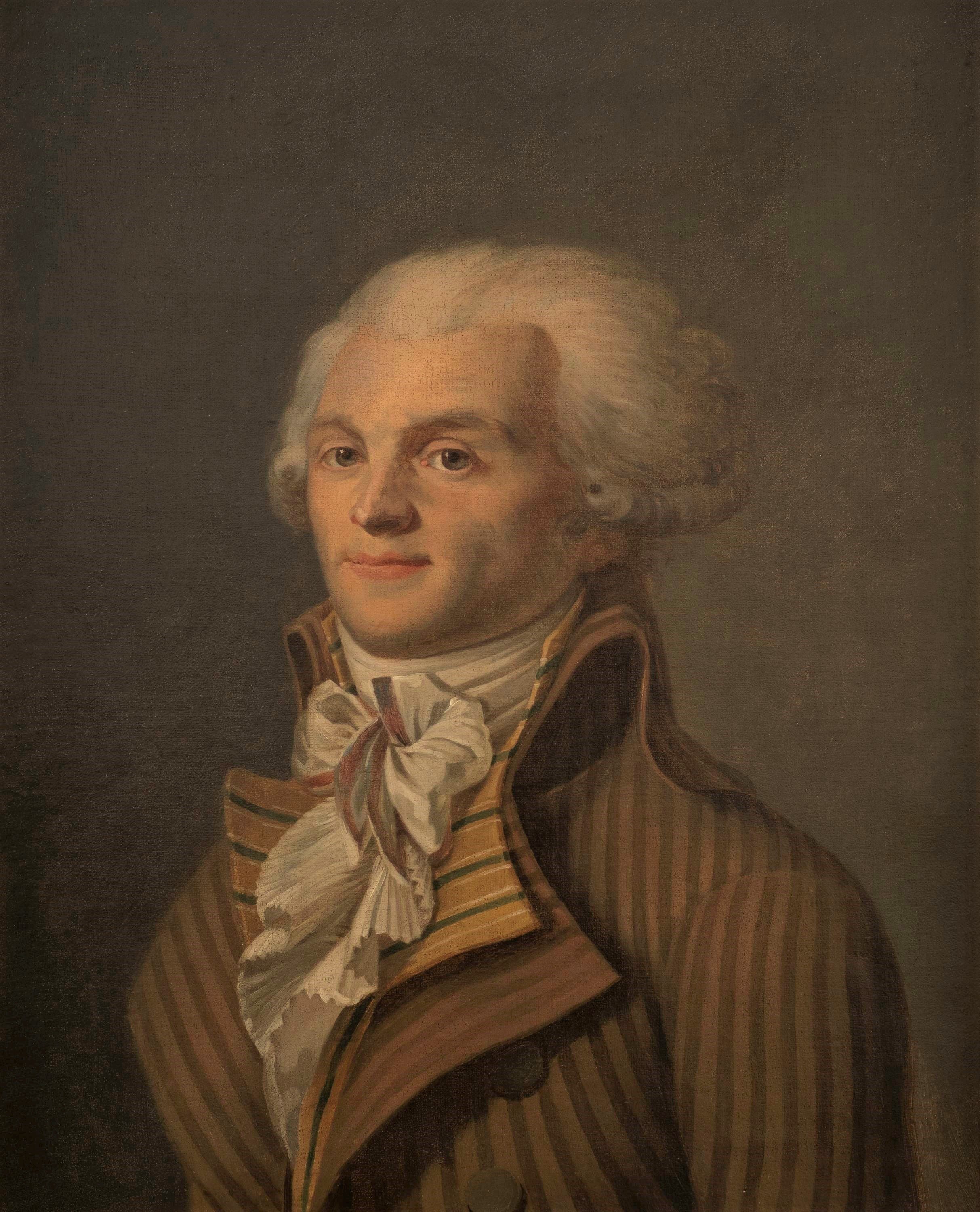
Maximilien de Robespierre
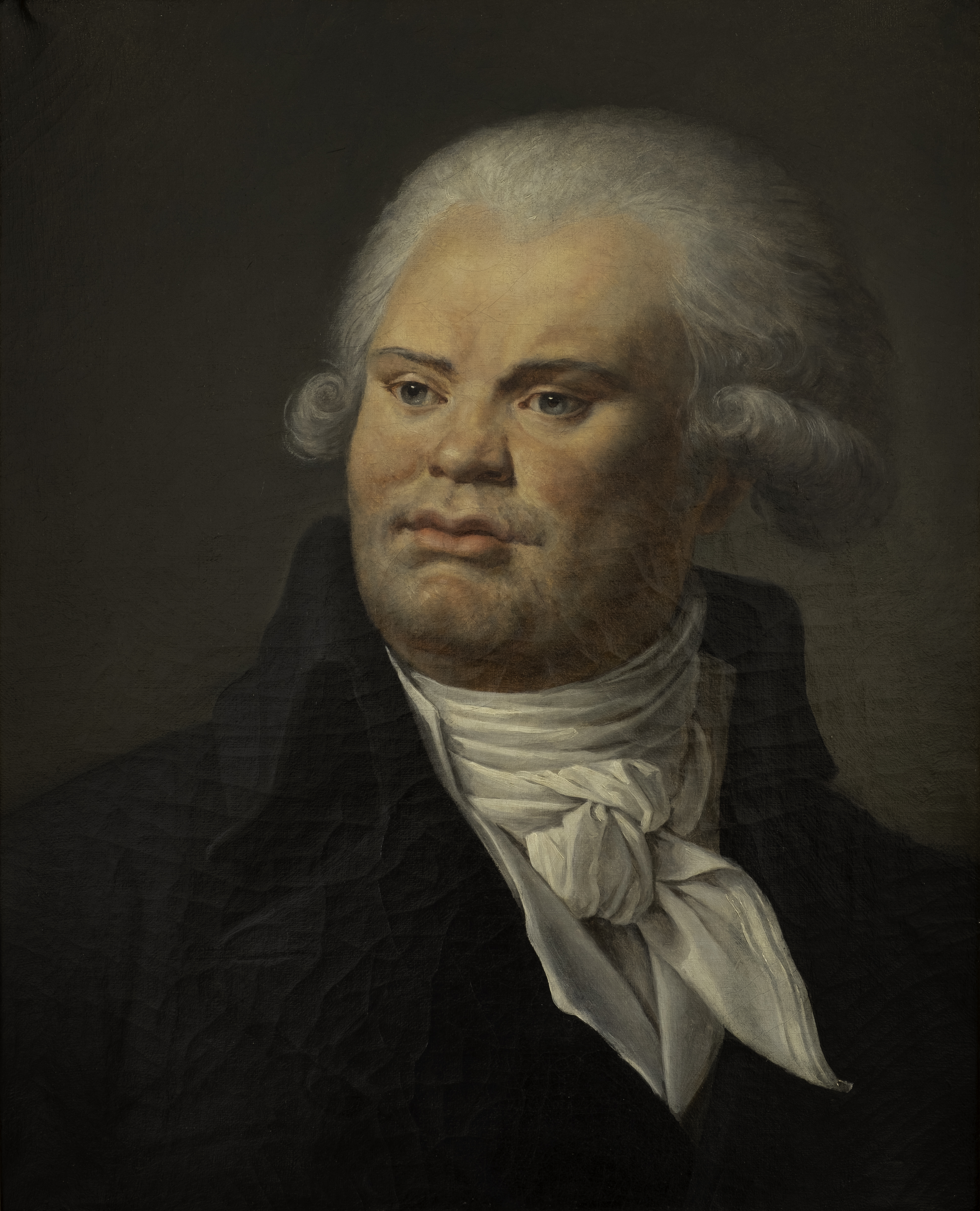
Georges Danton
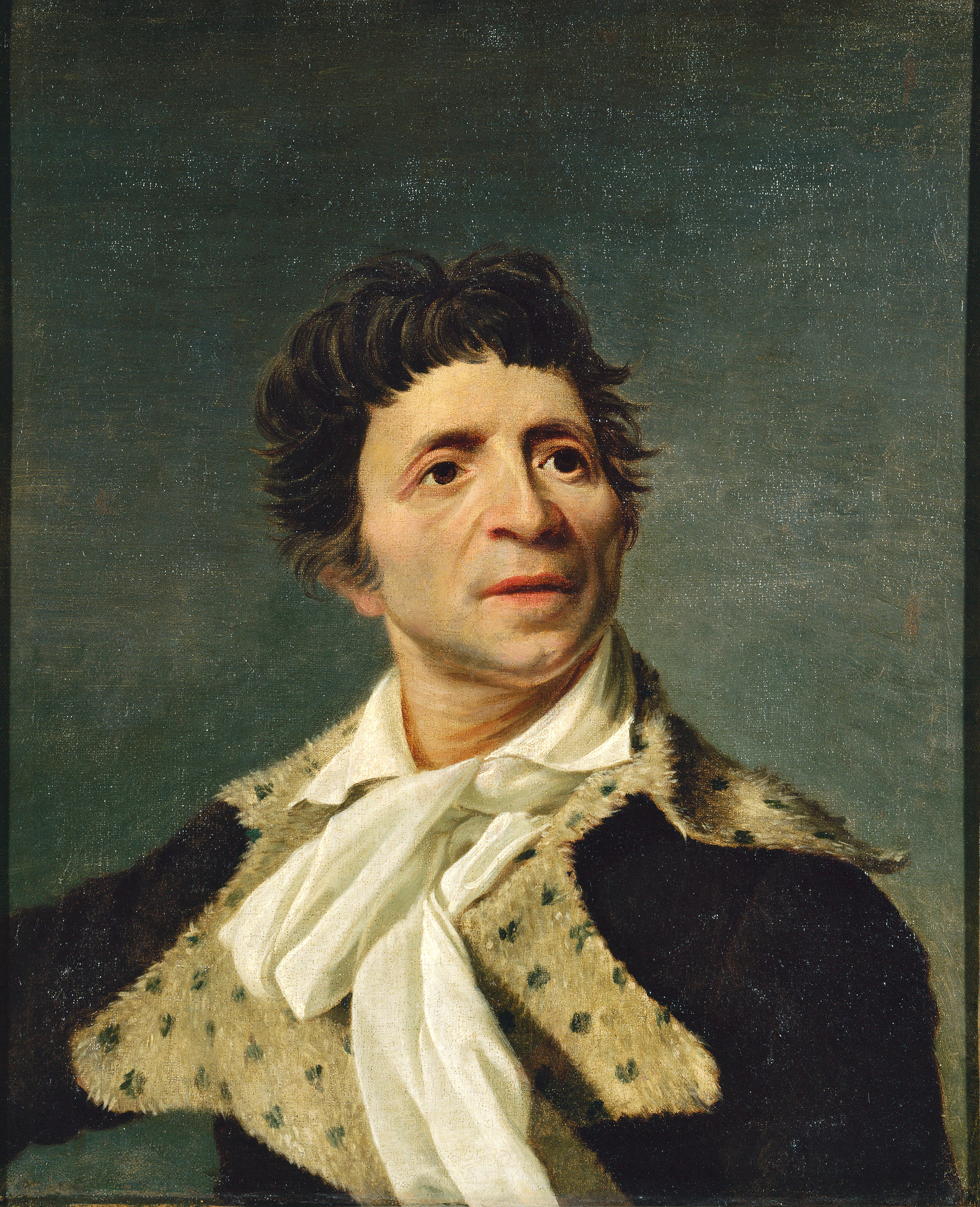
Jean-Paul Marat
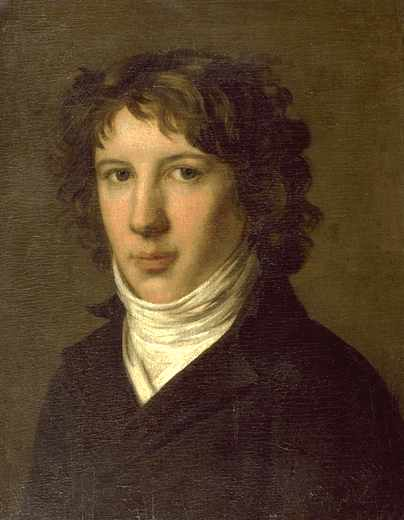
Louis Antoine de Saint-Just
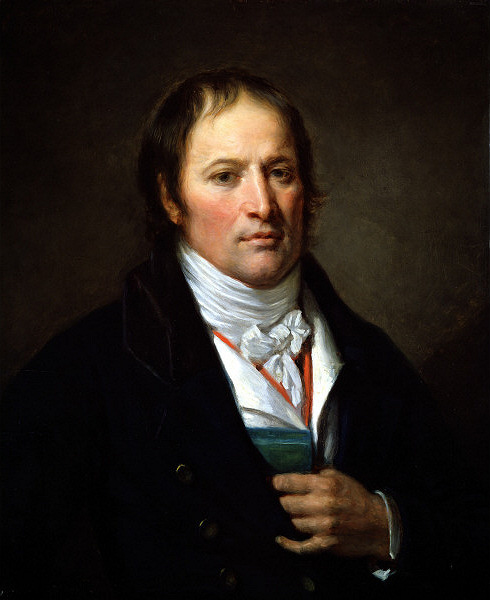
Jacques-Nicolas Billaud-Varenne
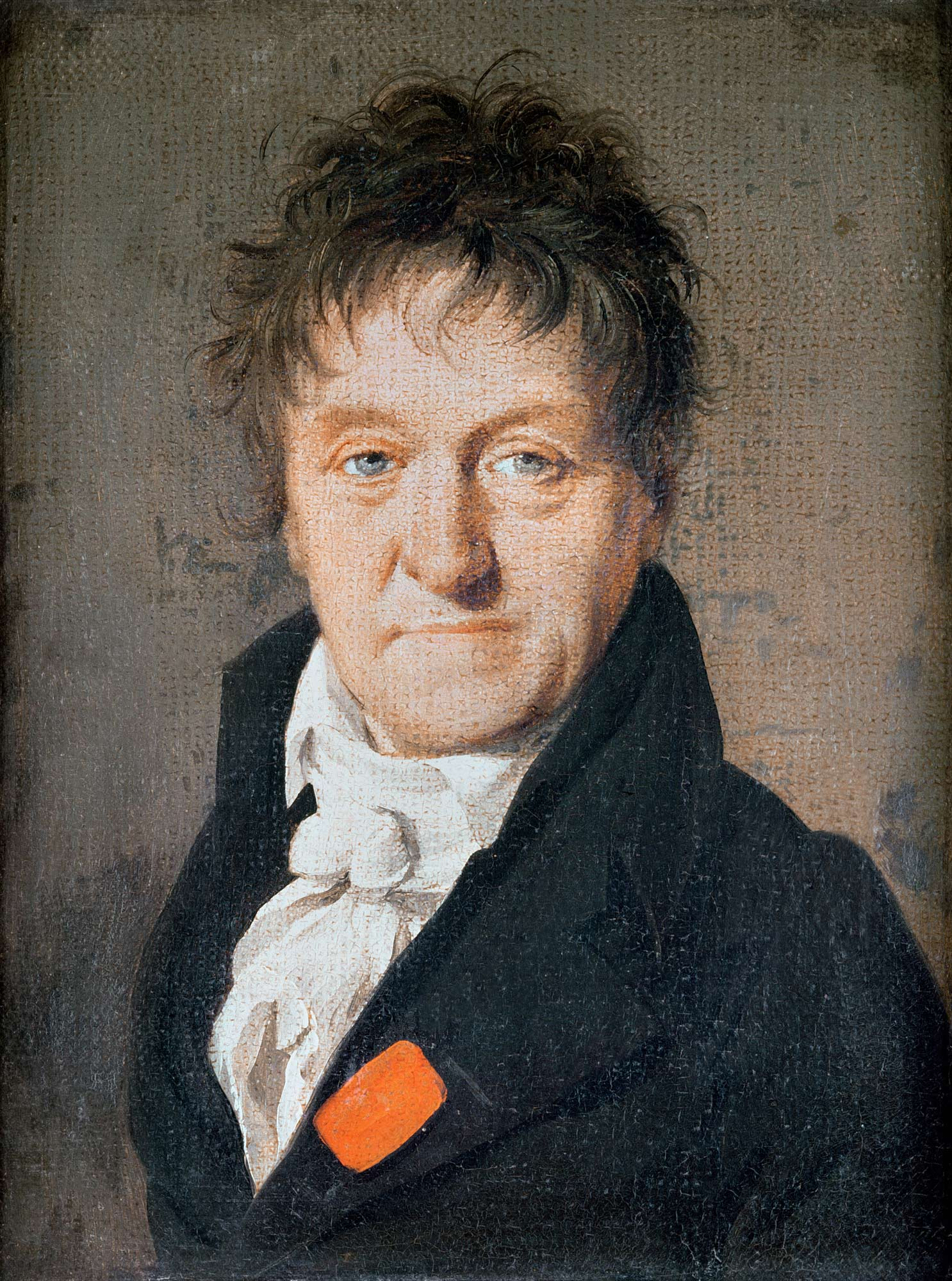
Lazare Carnot
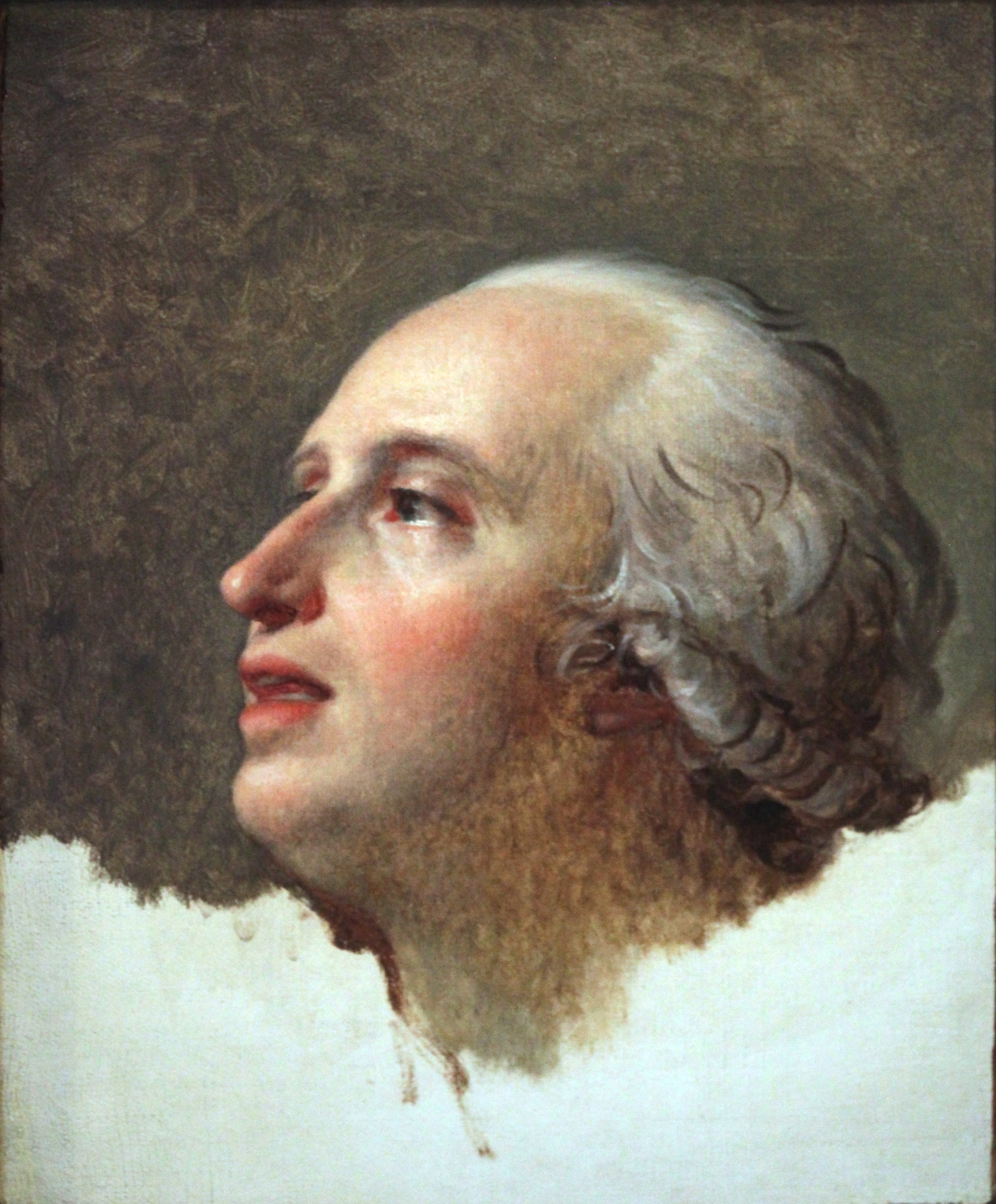
Pierre-Louis Prieur, dit « Prieur de la Marne »